# León Revuelta López-Alonso
León Revuelta López-Alonso (Madrid, 1 d'abril de 1936 – 11 d'abril de 2009) fou un director artístic i dissenyador de vestuari espanyol. Va començar a treballar a mitjans dels anys seixanta com a ambientadoramb directors com Luis César Amadori (Acompáñame, 1965; Operación secretaria, 1966, etc), Mariano Ozores (Objetivo bikini) i Pedro Lazaga (El turismo es un gran invento), amb qui treballaria com a director artístic a nombroses pel·lícules dels anys setanta.
A partir de la dècada del 1980 va treballar amb directors de major prestigi, i va fer el treball de vestuari a La colmena (1982) i Los santos inocentes (1984) de Mario Camus i La vaquilla de Luis García Berlanga (1984). Això li va donar prestigi i va treballar a A la pálida luz de la luna de José María González Sinde (1985), Matar al Nani de Roberto Bodegas (1988) i Havanera 1820 d'Antoni Verdaguer (1993). Els seus mèrits foren reconeguts quan el 1997 fou nominat al Goya al millor disseny de vestuari per la seva tasca a Muerte en Granada.
A partir els anys vuitanta també va col·laborar en teatre i en sèries de TVE com Sonata de primavera de Miguel Picazo (1982), Las gallinas de Cervantes d'Alfredo Castellón (1986), Lorca, muerte de un poeta de Juan Antonio Bardem (1988), Historias del otro lado de José Luis Garci (1990) i a episodis d' Anillos de oro, Brigada Central, Compuesta y sin novio i Un chupete para ella.

## Filmografia
- Operación secretaria' (1966),
- Operación cabaretera (1967)
- Operación Mata-Hari (1967)
- Buenos días condesita (1966)
- El turismo es un gran invento (1967)
- Objetivo bikini (1968)
- El otro árbol de Guernica (1969)
- ¿Por qué pecamos a los cuarenta? (1969)
- El abominable hombre de la Costa del Sol (1969)
- A 45 revoluciones por minuto (1969)
- El calzonazos (1974)
- Vota a Gundisalvo (1977)
- Estimado Sr. Juez... (1978)
- Las chicas del bingo (1981)
- La colmena (1982)
- Un Rolls para Hipólito (1983)
- Los santos inocentes (1984)
- La vaquilla (1984)
- Oro fino (1987)
- A la pálida luz de la luna  (1985)
- Matar al Nani (1988)
- Havanera 1820 (1993)
- Hermana, pero ¿qué has hecho? (1995)
- Muerte en Granada (1997)
- El árbol del penitente (2000)
- El florido pensil (2002)
- El prado de las estrellas (2007)